# رونيز سفلي
رونيز سفلي (بالفارسية: رونیز سفلی) هي قرية تقع في منطقة رونيز في إيران. يقدر عدد سكانها بـ 2,067 نسمة .